# Muelles de transbordadores de Central
Los Muelles de transbordadores de Central son en Central, Isla de Hong Kong, Hong Kong.  Los transbordadores desde los muelles sirven a la península de Kowloon y a las islas exteriores principales.

## El servicio de los transbordadores
- Muelle 1: El muelle del gobierno
- Muelle 2: a Isla Ma Wan

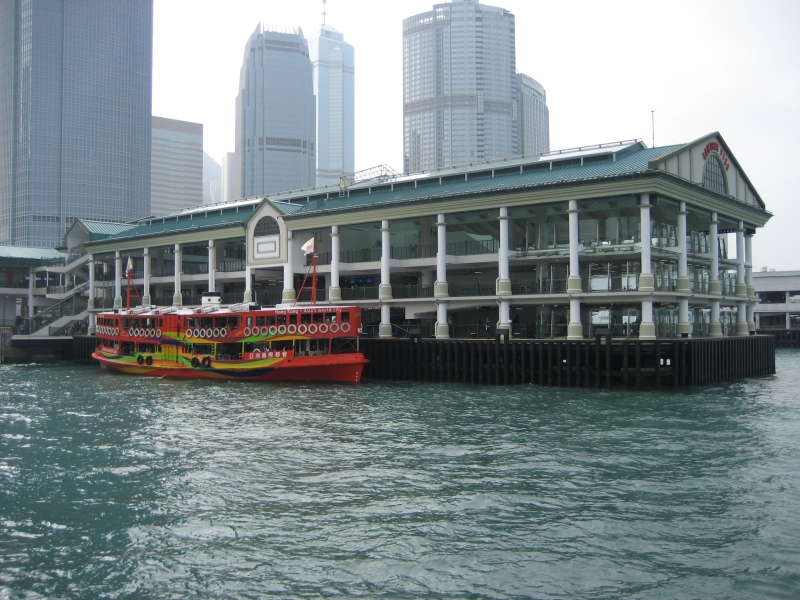
Muelle 7: Star Ferry a Tsim Sha Tsui, Península de Kowloon

- Muelle 3: a Discovery Bay, Isla de Lantau
- Muelle 4: a Isla Lamma
- Muelle 5: a Isla Cheung Chau
- Muelle 6 (Oeste): a Isla Peng Chau
- Muelle 6 (Este): a Mui Wo, Isla de Lantau
- Muelle 7: a Tsim Sha Tsui, Península de Kowloon
- Muelle 8: a Hung Hom, Península de Kowloon
- Muelle 9: Muelle público
- Muelle 10: Muelle público

## La instalación de los muells

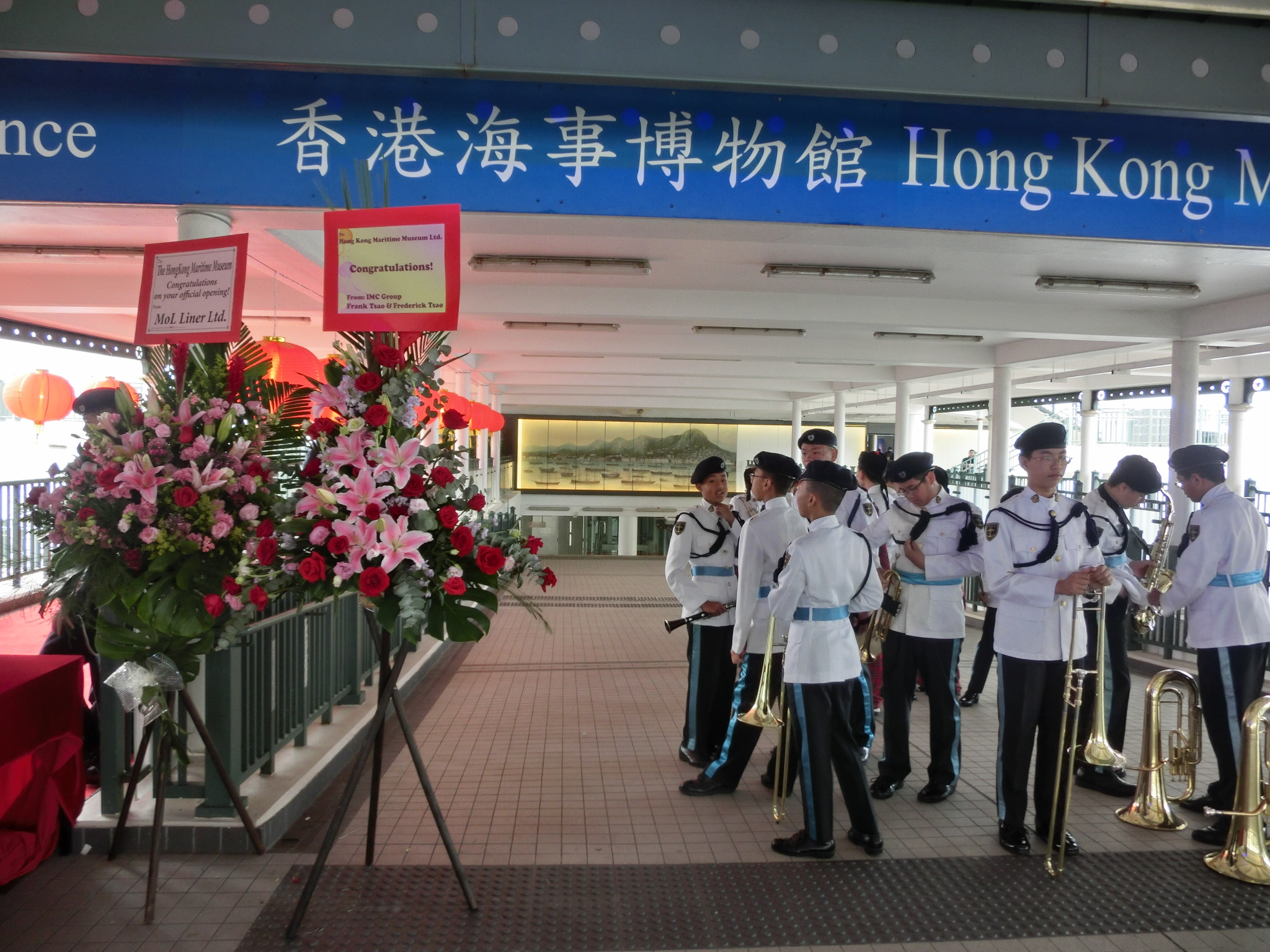
El Museo Marítimo de Hong Kong en el muelle 8.

Muelle 8 es el Museo Marítimo de Hong Kong. Él fue inaugurado el 26 de febrero de 2013.